# Пир
Пир (прасл. *pirъ від *piti) — стародавня слов'янська назва бенкету, учти.
На перших етапах розвитку Русі багатство князя мало суто престижний характер: чим багатшим був князь, тим більше було у нього «слави», чим щедріше він ділився багатствами, тим більше було у підвладних честі і сили. Однією з форм щедрого наділення власною харизмою був князівський пир («учта», «бенкет»). Пир, як скандинавська вейцла, — не просто бенкет, а ритуал кормління князем підданих, за що вони мали «годувати» його даниною. Об'їжджаючи свої володіння (система «полюддя»), князь не тільки збирав данину, але й «годував» і поїв (обов'язково!) своїх підданих, ніби ділився з ними харизмою. «Співати славу», або «хвалити» означало не простий мовно-поетичний акт, а сакральну передачу-послання співцем правителю слави, чи хвали — благодатної харизми. На заході існувала формула, що чітко розмежовувала повноваження і сакральні функції сеньйора і васала: сеньйору належала слава, васалові — честь. При цьому честь — це і духовна субстанція, і прозаїчна військова здобич, якою воїн завдячує і власній мужності, і силі, і харизмі-славі свого сюзерена. В руському матеріалі ця формула простежується лише як тенденція, нерідко славу беруть собі і піддані. Це може означати неусталеність на слов'янському сході тих чітких відносин «сеньйор — васал», які панували на заході.
Для стародавніх слов'ян пирування із щедрим пригощанням було звичайним явищем. У дохристиянські часи пири сприймалися як своєрідний обряд, жертвопринесення богам, з огляду на це сучасні домашні бенкети можна вважати відлунням жертвоприношень хатнім божкам. Згідно з найпоширенішою етимологічною версією, до пир сходить і слово пиріг: для урочистих бенкетів готували особливі хліби. Пир супроводжувався піснями і танцями.
У народнопоетичній творчості пиром у переносному значенні називали і битву, війну, кровопролиття. Використовувалася ця метафора і письменниками: «Допировали хоробрі русичі той пир» — використовує її Т. Г. Шевченко у вірші «З передсвіта до вечора», своєму наслідуванні «Слова о полку Ігоревім».

## Мовні звороти
- Пир на весь мир — надзвичайно людний і щедрий бенкет